# La Zone du Dehors
La Zone du Dehors est un roman de science-fiction écrit par l'écrivain français Alain Damasio, publié en deux tomes, Les Clameurs et La Volte aux éditions Cylibris en 1999, puis en un seul tome titré La Zone du dehors par les mêmes éditions en 2001. Une version révisée et accompagnée d'un DVD contenant un court métrage, des animations en 3D et d'autres « bonus » censés prolonger l'expérience a été publié par les éditions La Volte en 2007.

## Thématique et écriture
Il s'agit d'un roman de science-fiction qui s’intéresse aux sociétés de contrôle sous le modèle démocratique. 
On y suit la vie « molle » des habitants de Cerclon, société démocratique (ou pseudo-démocratique) installée sur un satellite imaginaire de Saturne en 2084. La société de Cerclon est caractérisée par le clastre : tous les deux ans, tous les citoyens se réunissent pour « classer » leurs compatriotes selon leur comportement, leur efficacité au travail, etc. De l'issue du clastre, dépendent le nom (composé d'un code de lettres) de l'individu (en développant l'idée de « dividu » n'existant que dans son rapport à la masse) et sa place dans le système. Les habitants de Cerclon se surveillent donc mutuellement et doivent, sous peine de déclassement, rester dans la « norme ». Le quotidien de cette société se voit secoué par les actions subversives de la « Volte », groupuscule contestataire qui ira jusqu’au bout de sa « volution ».
La narration est faite par sept personnages différents : les cinq membres du « Bosquet », Boule de Chat et le président A, bien que Captp soit celui qu'on suit le plus souvent. Le changement de narrateur est indiqué par un signe de ponctuation, mais il faut avancer dans la lecture de ses pages pour déterminer qui parle.

## Résumé
Le roman commence par le parcours initiatique de Boule de Chat au sein de la Volte, de son excursion dans le dehors avec Captp à sa première participation à la réunion de l'organisation.
Au cours de cette réunion, l'organisation se radicalise, rejetant ses anciennes méthodes de communication (manifestations, tracts) pour évoluer vers l'organisation de coups d'éclats permettant de mettre en lumière le côté néfaste de divers aspects du système (clastre, cybergreffe, télévision).
L'impact croissant de ces actions attire progressivement l'attention du gouvernement. Les personnages sont de plus en plus acculés et finissent par être trahis alors qu'ils tentaient de détruire la tour-télé. Le groupe (Bosquet) parvient néanmoins à échapper aux forces de police, à l'exception de Captp.
Le président A se rend compte que Captp est un brillant intellectuel et il tente, dans un premier temps, de le récupérer en lui proposant d'être son ministre de l’Éducation. Devant son échec, il opte pour un procès spectacle relevant plus de la télé-réalité que de la justice, au terme duquel les citoyens de Cerclon condamnent à mort Captp. Captp doit être exécuté par « incubation » : le Cube est une sorte d'usine de traitement des déchets (y compris nucléaires). 
Mais, grâce à sa ténacité et avec l'aide de Slift, le plus actif des membres de la Volte, il parvient à s'évader et à déclencher une émeute. Il en profite pour mettre en application son projet : créer de nouvelles villes qui échappent au Clastre dans la zone du dehors.

## Adaptation théâtrale
Le Dehors de toute chose est l'adaptation théâtrale du roman d'Alain Damasio. C'est un monologue créé et interprété par Benjamin Mayet et mis en scène par Thomas Lihn. La pièce a été jouée à plusieurs reprises en France en 2014 et 2015.

## Récompense
- Prix Européen Utopiales 2007